# Kurt Angle
Kurt Steven Angle (n. 9 decembrie 1968) este un fost wrestler american și un fost medaliat olimpic în cadrul disciplinei de lupte greco-romane. În prezent, este semnat cu WWE pe un contract Legends. El este, de asemenea, cunoscut pentru perioada sa în Total Nonstop Action Wrestling (TNA).
În timp ce era la Universitatea Clarion din Pennsylvania, Angle a câștigat numeroase premii, inclusiv a fost de două ori campion de lupte NCAA Divizia I în divizia de greutate grea. După ce a absolvit facultatea, Angle a câștigat o medalie de aur la lupte libere la Campionatele Mondiale de lupte din 1995. Apoi a câștigat o medalie de aur la lupte libere la Jocurile Olimpice de vară din 1996, în ciuda faptului că a concurat cu gâtul rupt. El este unul dintre cei patru oameni care au câștigat Campionatele Naționale de Juniori, NCAA, Campionatele Mondiale și Jocurile Olimpice (cunoscute sub numele de Grand Slam pentru amatori). În 2006, a fost numit de USA Wrestling drept cel mai mare luptător din toate timpurile și unul dintre cei mai buni 15 luptători universitari din toate timpurile din USA Wrestling. În 2016, a fost inclus în Internațional Sports Hall of Fame. Angle și-a făcut prima apariție la un eveniment de lupte profesionale în 1996 și a semnat cu World Wrestling Federation (WWF, mai târziu redenumită WWE) în 1998. Remarcat pentru înțelegerea sa rapidă a afacerii, el a avut meciul de debut în luna august în cadrul procesului de dezvoltare al companiei. după doar câteva zile de antrenament și a participat la primul său meci WWF în martie 1999. După luni de meciuri negre, Angle și-a făcut debutul televizat pe ring în noiembrie 1999 și a primit primul său impuls major în februarie 2000, când a susținut competiția europeană. și Campionatele Intercontinentale simultan. Patru luni mai târziu, a câștigat turneul King of the Ring din 2000 și la scurt timp după aceea a început să urmărească Campionatul WWF, pe care l-a câștigat în octombrie. Printre alte realizări, Angle a susținut de patru ori Campionatul WWE, Campionatul WCW și Campionatul Mondial de greutate grea. Este al zecelea campion Triple Crown și al cincilea câștigător al Grand Slamului. În 2017, Angle a fost inclus în WWE Hall of Fame.
După ce a părăsit WWE în 2006, Angle s-a alăturat TNA unde a devenit campionul inaugural și de șase ori record al TNA World Heavyweight și al doilea câștigător al TNA Triple Crown, deținând toate cele trei campionate simultan. Angle este, de asemenea, de două ori Regele Muntelui. În timpul mandatului său la TNA, Angle a concurat pentru New Japan Pro-Wrestling (NJPW) și Inoki Genome Federation (IGF), câștigând campionatul IWGP Heavyweight. În 2013, Angle a fost inclus în Hall of Fame TNA. El este al doilea luptător, după Sting, care a fost introdus atât în Hall Of Fame in WWE, cât și TNA.

Angle a câștigat peste 21 de campionate de lupte profesionale și este de 13 ori campion mondial. El este singurul luptător care a câștigat Campionatul WWE, Campionatul Mondial WWE la greutate grea, Campionatul WCW, Campionatul mondial la greutate grea TNA, Campionatul IWGP la greutate grea și un campionat de lupte NCAA. Angle este, de asemenea, singura persoană care a fost King Of The Ring (WWE) și King Of The Mountain (TNA), precum și prima care a deținut atât Coroanele Triple WWE, cât și TNA. El a condus numeroase evenimente pay-per-view, inclusiv WrestleMania XIX și Bound for Glory de trei ori, evenimentele emblematice ale companiilor respective. În 2004, Wrestling Observer Newsletter l-a introdus pe Angle în Hall of Fame și mai târziu l-a numit „Luptătorul deceniului” pentru anii 2000. Este considerat unul dintre cele mai mari vedete ale erei Atitudinii și unul dintre cei mai mari luptători profesioniști ai tuturor timpurilor. Fostul adversar și veteran al industriei John Cena a spus despre moștenirea lui Angle în cadrul WWE: 
„El este, fără îndoială, cel mai talentat wrestler pe care l-am avut vreodată în ring. Nu va exista niciodată altul ca el”.

## Cariera de amator
Kurt Angle este singurul medaliat cu aur din istoria wrestlingului profesionist. În 1996 la Atlanta Angle s-a duelat pentru medalie cu iranianul Abbas Jadidi, decizia fiind luată de oficiali după ce la finalul celor 8 minute ale meciului ambii punctaseră o singură dată. Iranianul a contestat decizia însă cel care a plecat acasă cu medalia a fost Angle. A fost prezent în multe școli unde a obținut nenumărate cunoștințe de luptă, de aceea a fost campion National Collegiate Athletic Association Division I în 1990 și 1992, în 1991 de 3 ori campion NCAA Division I All-American. În creștere, Angle a fost în 1987 campion USA Junior Freestyle și de 2 ori campion USA Senior Freestyle, chiar și în 1988 a fost campion USA International Federation of Associated Wrestling Styles Junior World Freestyle. În cariera lui de amator, bineînțeles că a urmat arte marțiale mixte i-a învins pe Sylvester Terkay, Mark Coleman și Mark Kerr.
După ce a absolvit colegiul, Angle a continuat să lupte. În 1995, a câștigat medalia de aur la campionatele mondiale din Atlanta, Georgia. După incredibila victorie, Angle s-a pregătit pentru Jocurile olimpice de vară din 1996 cu Dave Schultz ca antrenor în Pennsylvanian Foxcatcher Club, antrenând-l între 8 sau 10 ore pe zi. În ianuarie 1996, nu după mult de a începe antrenamentele, Schultz a fost omorât de echipa sa de super atleți. Înainte de a începe încercările olimpice din 1996, Angle suferea de o durere în gât, fracturându-și 2 din vertebrele cervicale, având hernie la două discuri ale mușchilor.

## Cariera profesională de wrestling

### Extreme Championship Wrestling
Pe 26 octombrie 1996, a fost convins de Shane Douglas să asiste la un eveniment ECW. Angle a fost îngrozit de o scenă văzută în arena din Philadelphia și doi ani de zile n-a mai vrut să audă de wrestling. Dar totuși a comentat un meci între Tazz și Little Guido, dar atunci când Raven l-a crucificat pe Sandman l-a atacat pe el cu o bâtă de baseball cu sârmă ghimpată. Angle a fost șocat de ce s-a întâmplat acolo și în fiecare noapte visa numai lupte sângeroase. Un singur lucru este de spus: Îi era frică de ECW. Chiar dacă a fost apreciat de Paul Heyman, managerul ECW-ului el i-a adăugat că se va uita de acasă la show-uri.
După incidentul neplăcut, Angle a lucrat ca un comentator la televiziunea din Pittsburgh.

### World Wrestling Federation/Entertainment
În cele din urmă în octombrie 1998 Angle avea să semneze cu WWE un contract pe 5 ani de zile. El a fost repartizat de Power Pro Wrestling, dezvoltare teritorială în Memphis, Tennessee, unde a și început să se antreneze.

#### 1999-2000
Prima apariție a lui Angle în WWF a fost pe 7 martie 1999, într-un episod Sunday Night Heat ca invitat special al lui Tiger Ali Singh. Primul meci oficial al lui Angle în WWF a fost un Dark match cu Brian Christopher pe 11 aprilie 1999. Patru luni, el a apărut în show-uri în alte dark meciuri și preparându-și o carieră impresionantă în televiziune.
După mai multe săptămâni de reclame, Angle și-a făcut debutul în ring pe 14 noiembrie 1999, la Survivor Series, învingându-l pe Shawn Stasiak. El a rămas neînvins pentru mai multe săptămâni, chiar dacă a pierdut cu Tazz la Royal Rumble.Deși a impresionat încă de la început, abia în februarie 2000, Kurt a pus mâna pe primele sale centuri cea Europeană și cea Intercontinentală, numit adeseori campionul "Eurocontinental". Dar le-a pierdut însă la Wrestlemania 2000 într-un meci two falls triple threat match cu Chris Benoit și Chris Jericho, din cauză că a pus ceva de acord cu mentorul său Bob Backlund. 
Pe tot parcursul anului 2000, Edge, Christian și Angle(Echipa ECK),au început un feud cu Too Cool și Rikishi, pe Rikishi însă îl învingea în turneul King of the Ring în finală. După aceea a început un feud cu Triple H, după un love triangle între Triple H,Kurt Angle și Stephanie McMahon, pierzând la Unforgiven 2000.Consacrarea sa a venit însă mai devreme decât se aștepta cineva, Angle câștigând spre finalul aceluiași an titlul WWE de la The Rock în octombrie.
Kurt și-a amintit că trebuie să își mențină titlul și a dovedit-o în meciul cu Undertaker de la Survivor Series, și în meciul six way Hell in a Cell la Armaggedon.

#### 2000-2001
El și-a apărat titlul WWF în fața lui Triple H la Royal Rumble, dar l-a pierdut în fața lui The Rock la No way Out. Anul 2001 a fost de altfel unul tumultos pentru Angle, printre alte evenimente notabile numărându-se încă un titlu WWE câștigat și pierdut în fața aceluiași om, Stone Cold Steve Austin, dar a și ratat ocazia de a deveni primul campion undisputed din istorie la Vengeance, onoare ce i-a revenit lui Chris Jericho. A început apoi un feud cu Chris Benoit pe care l-a învins la Wrestlemania 17, dar la Backlash 2001 Chris Benoit a câștigat într-un Ultimate Submission Match. A câștigat la WWF Judgment Day, într-un meci Two out of three falls Angle acoperindu-l pe Benoit după un Angle Slam(Pin oriunde), Angle făcându-l să cedeze într-un Ankle Lock(Oriunde Submission) și Angle câștigând a treia oară cu ajutorul lui Edge și Christian(Meci cu scări).
Angle a triumfat la Royal Rumble, dar a fost eliminat de Triple H. După aceea, l-a învins pe Kane la Wrestlemania 18, după, Angle a început un feud cu Edge, pe care l-a învins la Judgment Day 2002.Angle este responsabil și pentru singura înfrângere prin submision a legendarului Hulk Hogan, pe care l-a făcut să bată cu palma în podea în semn de abandon la King of The Ring 2002.

#### 2002-2003
El l-a învins pe Chris Benoit și și-a menținut titlul WWE la Royal Rumble 2003, dar a venit Brock Lesnar după ce a câștigat Royal Rumble-ul și l-a provocat pe Kurt Angle la Wrestlemania 19 la un meci pentru titlul WWE. Kurt a acceptat decizia, dar și-a pierdut titlul. La final, Kurt și-a arătat respectul în față lui Brock Lesnar și l-a numit noul campion WWE. Din cauza multiplelor probleme pe care le avea la gât, incluzând depuneri de calciu și probleme la vertebre Kurt a trebuit operat în aprilie 2003. Dorința de a se întoarce în ring cât mai repede l-a făcut să aleagă o metodă neconvențională de operație și astfel și-a periclitat întreaga carieră. Deși a revenit în aproximativ 3 luni pentru a recâștiga titlul WWE problemele la gât au recidivat iar Angle a început să sufere din ce în ce mai rău.

#### 2004-2005
În noiembrie 2004, Kurt a lansat Kurt Angle Invitational, un meci în care el a spus că cel care va rezista 3 minute în ring cu el va câștiga medalia olimpică. Invitatul a fost Eugene în iulie 2005. Incredibil, Eugene a reușit să o facă, dar Kurt nu i-a dat medalia, ci a spus că va fi un meci între ei la Summerslam 2005, meci pe care Angle l-a câștigat aplicându-i un Ankle Lock.Angle părea că se descurcă bine,dar a fost eliminat de Shawn Michaels. El s-a întors în ring pentru a-l elimina, așa că războiul dintre Angle și Michaels a început. După PPV, Michaels l-a atacat pe partenerul de echipă al lui Kurt, Marty Jannetty, iar după aceea pe managerul lui Kurt, Sherri Martel. Dar atunci la Wrestlemania 21, Kurt l-a învins pe Michaels, câștigând PWI Meciul anului. În august 2005, Kurt a început un feud cu campionul WWE John Cena. El l-a învins pe Cena prin descalificare la Unforgiven, dar a pierdut cu Cena într-un rematch la Survivor Series.

#### 2006
După o perioadă prin RAW unde a dus îndelungate dueluri cu fostul și actualul campion WWE John Cena, Angle s-a întors în SmackDown pentru a câștiga Titlul Mondial rămas vacant după accidentarea lui Batista. Kurt a triumfat atunci într-un battle Royal în care ultimul eliminat a fost uriașul Mark Henry. După aceea Kurt Angle a triumfat în meciurile cu Mark Henry de la Royal Rumble și Undertaker de la No way out, dar a pierdut la Wrestlemania 22 în fața lui Rey Mysterio, meciul fiind Triple threat în care se mai afla și Randy Orton. Cariera sa în WWE s-a încheiat cu o perioadă în proaspăt resuscitata federație ECW, acolo unde deși a fost întâmpinat cu căldură de fanii fideli ai federației nu a reușit să se impună.În septembrie 2006 Kurt Angle a șocat întreaga lume a wrestlingului când a decis să părăsească WWE pentru TNA! "Vreau să demonstrez că sunt cel mai bun wrestler din lume și acesta este principalul motiv pentru care am ales TNA".

### Total Nonstop Action Wrestling
Ajuns în TNA Angle n-a stat pe gânduri și a ales să-l atace pe produsul numărul 1 al acestei federații, neînvinsul Samoa Joe. Timp de peste 3 luni de zile între cei doi a existat o tensiune de nedescris mai ales atunci când Angle a scris istorie, întrerupând seria inimaginabilă de 18 luni fără înfrângere a lui Joe. Samoanul și-a luat revanșa însă la Turning Point și astfel a fost nevoie de un meci decisiv, un Iron Man Match câștigat în cele din urmă cu 3-2 de Angle. Acest meci i-a garantat de altfel lui Angle o șansă la centura NWA deținută de Christian Cage, șansă pe care aproape și-a pus-o în valoare la Against All Odds unde a fost foarte aproape de a fi campion NWA. Angle și-a făcut debutul în ringul TNA ca arbitru special în meciul de la Bound for Glory 2006 Titlu vs. Carieră între Sting și Jeff Jarrett. La Slammiversary 2007 câștigă prestigiosul meci King of the mountain învingându-i pe Christian Cage, Samoa Joe, AJ Styles și Chrris Harris. În continuare conflictul dintre Angle și Joe rămâne același.

### New Japan Pro Wrestling
Pe 18 februarie 2007, Angle și-a făcut debutul în New Japan Pro Wrestling, făcând echipă cu campionul IWGP  Yuji Nagata pentru a face față wrestlerului din TNA, Travis Tomko și Alumnul WWE Giant Bernanrd. Angle și Nagata au câștigat meciul după ce Nagata l-a făcut pe Tomko să renunțe.

### Inoki Genome Federation
Pe 29 iunie, Angle avea să-l înfrunte pe Brock Lesnar într-un meci Campion vs. Campion, reușind să-l facă să renunțe și să câștige titlul IWGP și reușind să primească șanse la luptele MMA.

### Revenire în WWE

#### Manager general din Raw (2017–2018)

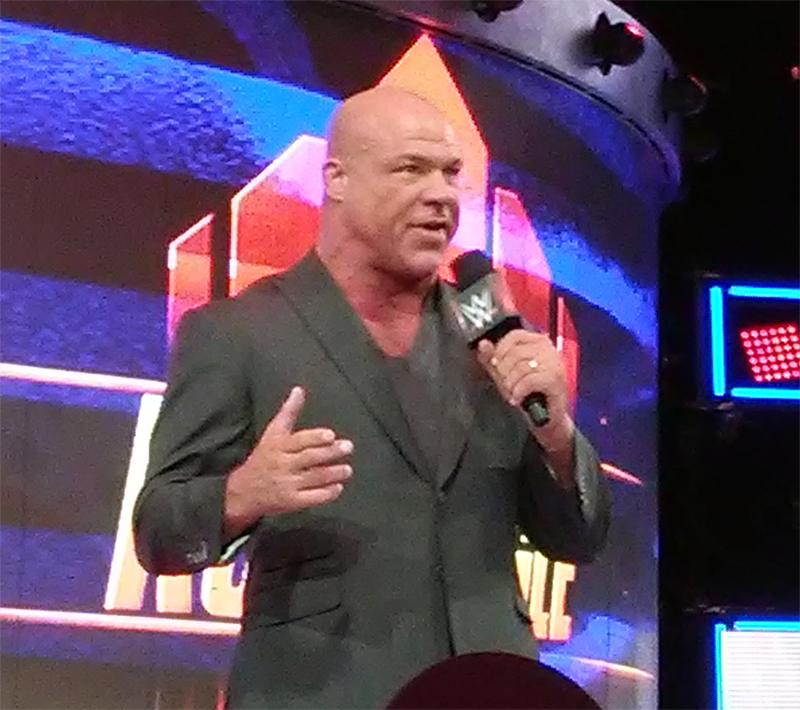
Angle ca Raw General Manager în iulie 2017

Pe 16 ianuarie 2017, a fost anunțat de WWE că Angle va fi introdus în WWE Hall of Fame. Pe 16 martie, WWE a dezvăluit că John Cena îl va induce pe Angle la ceremonia Hall of Fame. La episodul de Raw din 3 aprilie, dl McMahon la desemnat pe Angle ca nou director general al Raw. La episodul de Raw din 29 mai, Angle ar fi fost informat de comentatorul Corey Graves despre unele "informații scandaloase" care i-au fost trimise despre Angle, iar Angle îi spunea lui Graves "dacă este adevărat, ar putea să mă ruineze". La episodul de 17 iulie al lui Raw, Angle a dezvăluit că are un fiu cu o femeie decând era la universitate. El a declarat că fiul său a ajuns în cele din urmă în WWE. Angle a făcut apoi anunțul că fiul său (pe ecran) era Jason Jordan de la American Alpha, mutândul astfel pe Jordan la brandul Raw.
La 20 octombrie, a fost anunțat pe WWE.com că Angle își va face întoarcerea în ringul WWE după 11 ani, înlocuindu-l pe Roman Reigns din cauza problemelor medicale și făcând echipă cu Dean Ambrose și Seth Rollins pentru a lupta cu The Miz, Cesaro, Sheamus, Braun Strowman și Kane într-un 5-on-3 handicap Tables, Ladders, and Chairs match la TLC: mese, scări și scaune. Angle (îmbrăcat în uniforma lui The Shield), Ambrose și Rollins au câștigat meciul, în ciuda faptului că Angle a fost inițial scos când Braun Strowman i-a aplicat un Running Powerslam pe o masă. [286] La episodul de Raw din 30 octombrie, în timp ce se adresează fanilor, Angle ar fi confruntat de comisarul din Raw, Stephanie McMahon, unde McMahon a anunțat că Angle va fi căpitanul echipei Team Raw la Survivor Series, adăugând că, dacă Team Raw va pierde, ar fi concediat. La eveniment, Angle a fost atacat de coechipierul său Triple H, ducând la eliminarea lui de către Shane McMahon, cu toate acestea, echipa Raw a continuat și a câștigat meciul. La WrestleMania 34, Angle a făcut echipă cu Ronda Rousey și i-au învins pe Triple H și Stephanie McMahon.

#### Retragere din wrestling (2018-2019)
La episodul de Raw din 8 octombrie, Angle și-a făcut revenirea surpriză, deghizat cu masca personajului "The Conquistador", câștigând o Battle Royal după ce l-a eliminat pe Baron Corbin și sa calificat pentru WWE World Cup la Crown Jewel. La eveniment, Angle a fost învins de Dolph Ziggler în prima rundă a turneului WWE World Cup. Pe 5 noiembrie, Angle a luptat în primul său meci la Raw din 2006, pentru un loc în Survivor Series, pierzând cu Drew McIntyre, acesta folosind manevra lui Angle pentru a-l supune. Angle a avut ultimul său meci ca wrestler profesionist pe 7 aprilie 2019, la WrestleMania 35, unde a fost învins de Baron Corbin. După luptă, Angle a sărbătorit alături de familia sa.

## Manevre
- Manevre de final și caracteristice
  - Ankle lock / Grapevined ankle lock
  - Olympic Slam / Angle Slam
  - Super Olympic Slam / Super Angle Slam
  - Crossface chickenwing
  - Overhead belly to belly suplex
  - Rear naked choke
  - German suplex
  - Belly to back suplex
  - Body scissors
  - European uppercut
  - Moonsault
  - Super belly to belly suplex
  - Gutwrench suplex
  - Headbutt
- Manageri
  - Karen Angle
  - Daivari
  - Paul Heyman
  - Shane McMahon
  - Stephanie McMahon
  - Trish Stratus
  - Bob Backlund
- Nume în ring
  - The Poster Boy For Ruthless Aggression
  - WWF Captain
  - The Olympic Hero (WWE)
  - The Wrestling Machine (WWE)
  - The Olympic Gold Medalist (WWE/TNA)

## Titluri câștigate

### Wrestling amator
- Canadian Cup Championship
  - 1990 câștigător
- Collegiate/High School
  - 1987 Pennsylvania State Wrestling Campion
  - 1988 Clarion University Freshman of the Year
- Espoir World Cup
  - 1989 runner-up
- International Federation of Associated Wrestling Styles
  - FILA Junior World Freestyle Champion (1988)
  - FILA World Freestyle Champion (1995)
- National Amateur Wrestling
  - National Amateur Wrestling Hall of Famer (class of 2001)
- National Collegiate Athletic Association
  - 1990 NCAA Division I Champion
  - 1991 NCAA Division I runner-up
  - 1992 NCAA Division I Champion
  - 3-Time NCAA Division I All-American (1990,1991,1992)
- Olympic Games
  - 1996 Summer Olympics gold medal in freestyle wrestling (heavyweight)
- USA Wrestling
  - USA Junior Freestyle Champion (1987)
  - USA Senior Freestyle Champion (1995, 1996)
  - USA Wrestling Hall of Famer (class of 2001)
- World Championships
  - 1995 gold medal in freestyle wrestling (heavyweight)
- Yasar Dogu Tournament
  - 1989 runner-up

### Wrestling profesionist
*Inoki Genome Federation

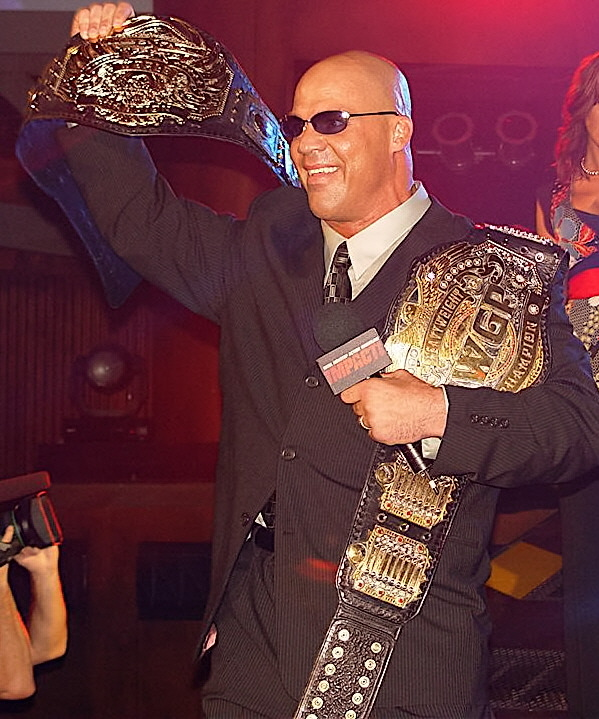
Kurt Angle este campion TNA si campion IWGP

- - IWGP Third Belt Championship/NWA Japan Championship (1 time, curent)
- Power Pro Wrestling
  - PPW Heavyweight Championship (1 dată)
- Pro Wrestling Illustrated
  - PWI Feud of the Year award in 2000 - versus Triple H
  - PWI Most Hated Wrestler of the Year award in 2000
  - PWI Rookie of the Year award in 2000
  - PWI Most Inspirational Wrestler of the Year award in 2001
  - PWI ranked him # 1 in the PWI 500 in 2001
  - PWI Comeback of the Year award in 2003
  - PWI Feud of the Year award in 2003 - versus Brock Lesnar
  - PWI Match of the Year award in 2003 - versus Brock Lesnar
  - PWI Most Popular Wrestler of the Year award in 2003
  - PWI Wrestler of the Year award in 2003
  - PWI Match of the Year award in 2005 - versus Shawn Michaels
  - PWI ranked him # 2 in the PWI 500 in 2006
- Total Nonstop Action Wrestling
  - NWA World Heavyweight Championship (1 time)
  - TNA World Heavyweight Championship (1 time, first and current)
  - TNA X Division Championship (1 time, current)
  - TNA World Tag Team Championship (1 time, current)
  - TNA Triple Crown (Second)
  - King of the Mountain winner in 2007
- World Wrestling Federation
  - WCW United States Championship (1 time)
  - WCW World Heavyweight Championship (1 time)
  - WWE Tag Team Championship (1 time) - with Chris Benoit
  - WWF/E Championship (4 times)
  - WWF European Championship (1 time)
  - WWF Hardcore Championship (1 time)
  - WWF Intercontinental Championship (1 time)
  - World Heavyweight Championship (1 time)
  - WWF King of the Ring winner in 2000
  - Grand Slam Championship (Fourth)
  - Triple Crown Championship (Tenth)
- Wrestling Observer Newsletter
  - Best Gimmick award in 2000
  - Most Improved Wrestler award in 2000
  - Most Outstanding Wrestler award in 2001
  - Best Interviews award in 2002
  - Best Technical Wrestler award in 2002
  - Match of the Year award in 2002 - with Chris Benoit, versus Edge and Rey Mysterio)
  - Most Outstanding Wrestler award in 2002
  - Performer of the Year award in 2002
  - Feud of the Year award in 2003 - versus Brock Lesnar
  - Most Outstanding Wrestler award in 2003